# Parodia uhligiana
Parodia uhligiana ist eine Pflanzenart aus der Gattung Parodia in der Familie der Kakteengewächse (Cactaceae). Das Artepitheton uhligiana ehrt den Kakteen-Importeur Karlheinz Uhlig aus Rommelshausen.

## Beschreibung
Parodia uhligiana wächst einzeln. Die hell- bis dunkelgraugrünen zylindrischen Triebe erreichen Wuchshöhen von bis zu 20 Zentimeter und Durchmesser von bis zu 10 Zentimeter. Im Alter werden sie anlehnend-halbniederliegen und sind dann bis zu 33 Zentimeter lang. Die Rippen sind (fast) vollständig in spiralförmig angeordnete, bis zu 10 Millimeter hohe, konische Höcker aufgelöst. Die auf ihnen befindlichen nahezu runden bis leicht ovalen Areolen sind weiß bewollt und verkahlen schnell. Die Dornen sind an ihrer Basis mehr oder weniger deutlich verdickt, überragen den Triebscheitel deutlich und verdecken in vollständig. Die sieben bis zwölf anfangs meist schwarzen bis dunkelbraunen oder dunkel rötlich braunen Mitteldornen werden später graurötlich oder grauschwarz. Sie weisen eine Länge von bis zu 6 Zentimeter auf. Die 28 bis 40 weißen Randdornen sind 0,8 bis 1,8 Zentimeter lang.
Die in der Nähe des Triebscheitels erscheinenden Blüten erreichen Durchmesser von 5 bis 7 Zentimeter und Längen von 4 bis 4,3 Zentimeter. Ihr Perikarpell und die Blütenröhre sind mit schwarzen Borsten besetzt. Die Narben sind weiß-hellgelblich. Die mehr oder weniger kugelförmigen Früchte weisen Durchmesser von 4 bis 6 Millimeter auf. Die Früchte enthalten dunkelbraune, mehr oder weniger kugelförmige und 0,35 bis 0,55 Millimeter lange Samen.

## Verbreitung und Systematik
Parodia uhligiana ist in der argentinischen Provinz Salta bei Amblayo in Höhenlagen von etwa 3400 Metern verbreitet.
Die 1963 durch Curt Backeberg veröffentlichte Erstbeschreibung war gemäß Artikel 8.4 des Internationalen Codes der Botanischen Nomenklatur ungültig, da Backeberg keinen nomenklatorischen Typus angegeben hatte. Die im 
Kakteen-Lexikon von 2005 als Synonym von Parodia nivosa geführte Art wurde anhand durch Alfred Bernhard Lau 1971 am ursprünglichen Fundort gesammelten Material durch Lothar Diers und Walter Rausch im Jahr 2006 neu beschrieben.

## Nachweise